# Gokulnagar, Ramdurg
Gokulnagar là một làng thuộc tehsil Ramdurg, huyện Belgaum, bang Karnataka, Ấn Độ.